# Telonotomyia remota
Telonotomyia remota är en tvåvingeart som beskrevs av Cortes 1986. Telonotomyia remota ingår i släktet Telonotomyia och familjen parasitflugor. Inga underarter finns listade i Catalogue of Life.